# Sinangoh Prendeng
Sinangoh Prendeng is een bestuurslaag in het regentschap Pekalongan van de provincie Midden-Java, Indonesië. Sinangoh Prendeng telt 2114 inwoners (volkstelling 2010).